# Palazzo Dazzi

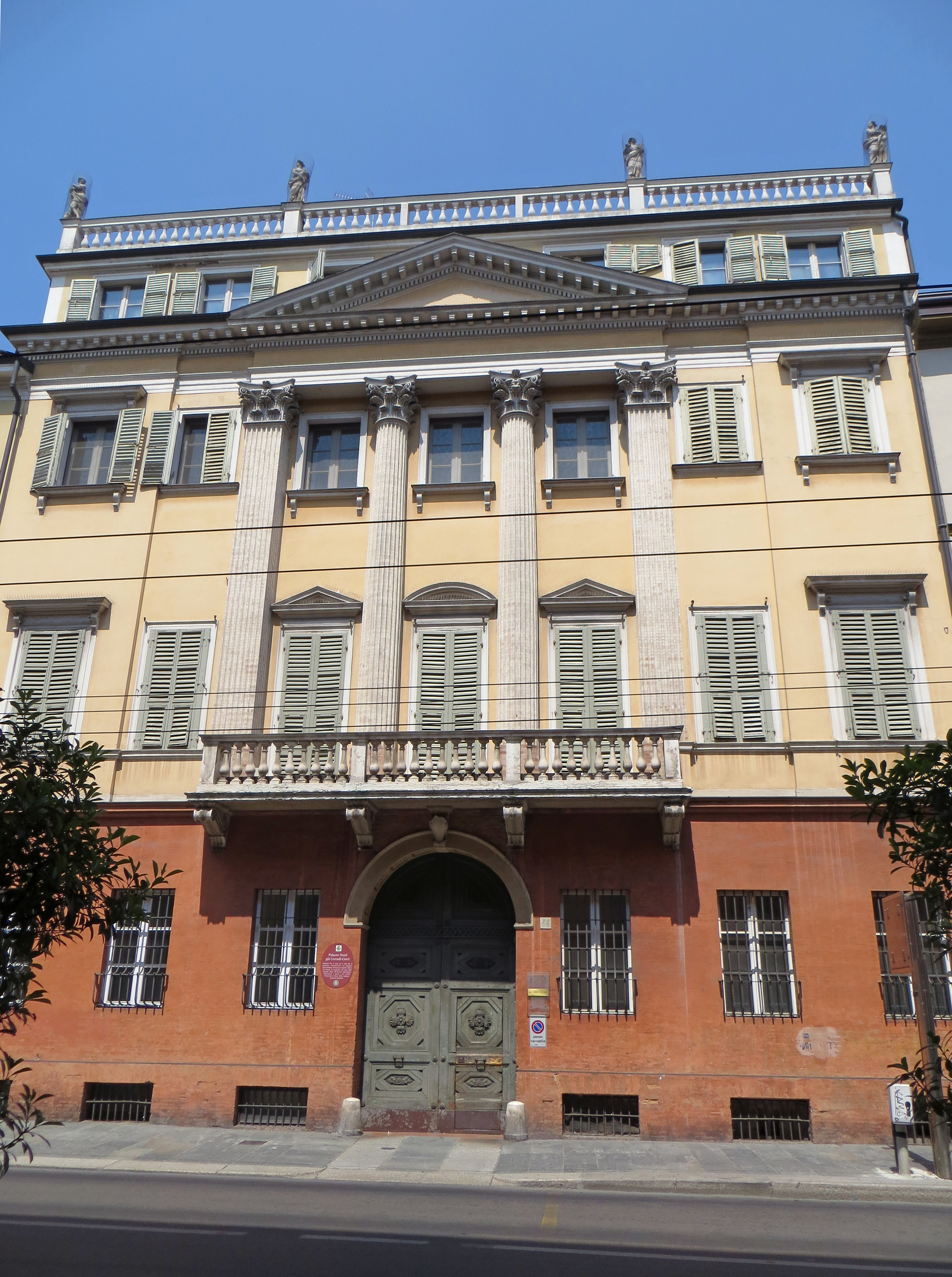
Palazzo Dazzi

Der Palazzo Dazzi, auch Palazzo Corradi Cervi genannt, ist ein klassizistischer Palast in Parma in der italienischen Region Emilia-Romagna. Er liegt in der Strada della Repubblica 44.

## Geschichte
Den Palast ließ Markgraf Gian Francesco Corradi Cervi, Kapitän der herzoglichen Miliz von Parma, an Stelle eines früheren Gebäudes in den Jahren 1794–1797 unter der Leitung des Architekten Domenico Cossetti aus Parma, einem Schüler von Ennemond Alexandre Petitot, errichten.
1832 wurde im kleinen Innenhof die Statue der „Innocenza“ (dt.: Unschuld), ein Werk von Tommaso Bandini, auf einem kleinen Brunnen mit Marmorbecken aufgestellt.
Im Laufe des 19. Jahrhunderts kaufte die Familie Dazzi den Palast.

## Beschreibung

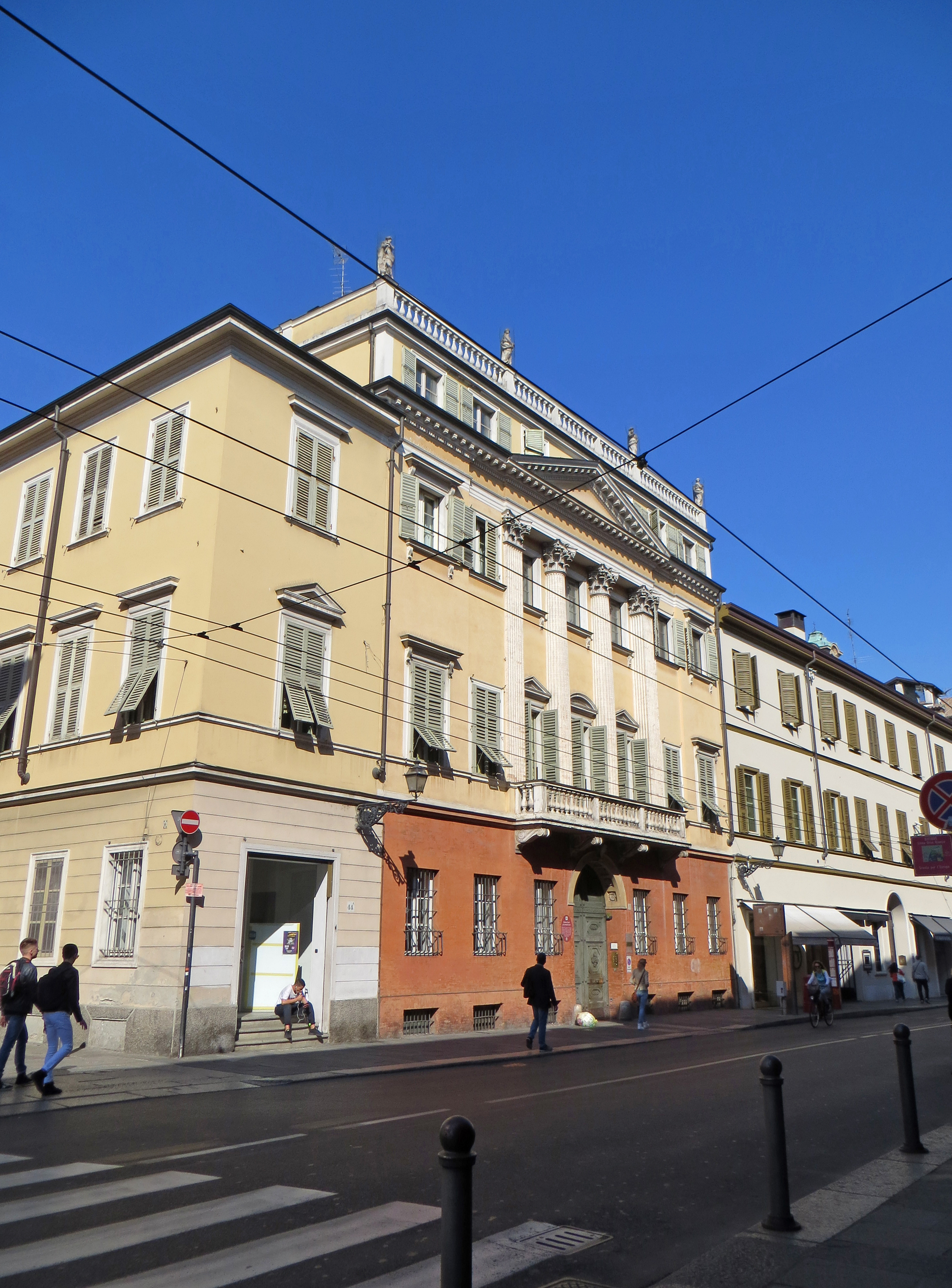
Haupt- und Seitenfassade

Der Palast hat einen rechteckigen Grundriss und liegt an der Ecke zur Strada Petrarca.
Die Hauptfassade, die streng symmetrisch ist, ist durch den eleganten Balkon mit Balustrade im Hauptgeschoss gekennzeichnet, auf dem sich zwei gigantische Säulen in der Mitte und zwei gigantische Halbsäulen außen erheben, die mit korinthischen Kapitellen versehen sind und ein Gesims und ein Tympanon stützen. Zwischen den Säulen und an den Seiten liegen zahlreiche, gerahmte Fenster. Oberhalb des fein ausgearbeiteten Gesimses liegt ein drittes Stockwerk mit kleinen Fenstern, gekrönt von einer Terrasse mit Balustrade, auf der sich vier Statuen erheben.
Die Seitenfassade zeigt eine gleichartige Harmonie der Fenster und anderen, gerahmten Öffnungen, wenn auch nackter.
Wenn man durch das hohe Eingangsportal schreitet, gelangt man in eine lange Galerie, die durch Tonnengewölbe mit Kassetten gekennzeichnet und durch klassizistischen Stuck verziert ist und in den kleinen Innenhof führt, in dem wiederum der alte Brunnen mit der Statue der „Innocenza“ liegt.